# بریج‌هاوس
latitudeبریج‌هاوسlongitudeبریج‌هاوس
بریج‌هاوس (به انگلیسی: Brighouse) یک منطقهٔ مسکونی در انگلستان است که در یورکشایر و هامبر واقع شده‌است.

## نگارخانه

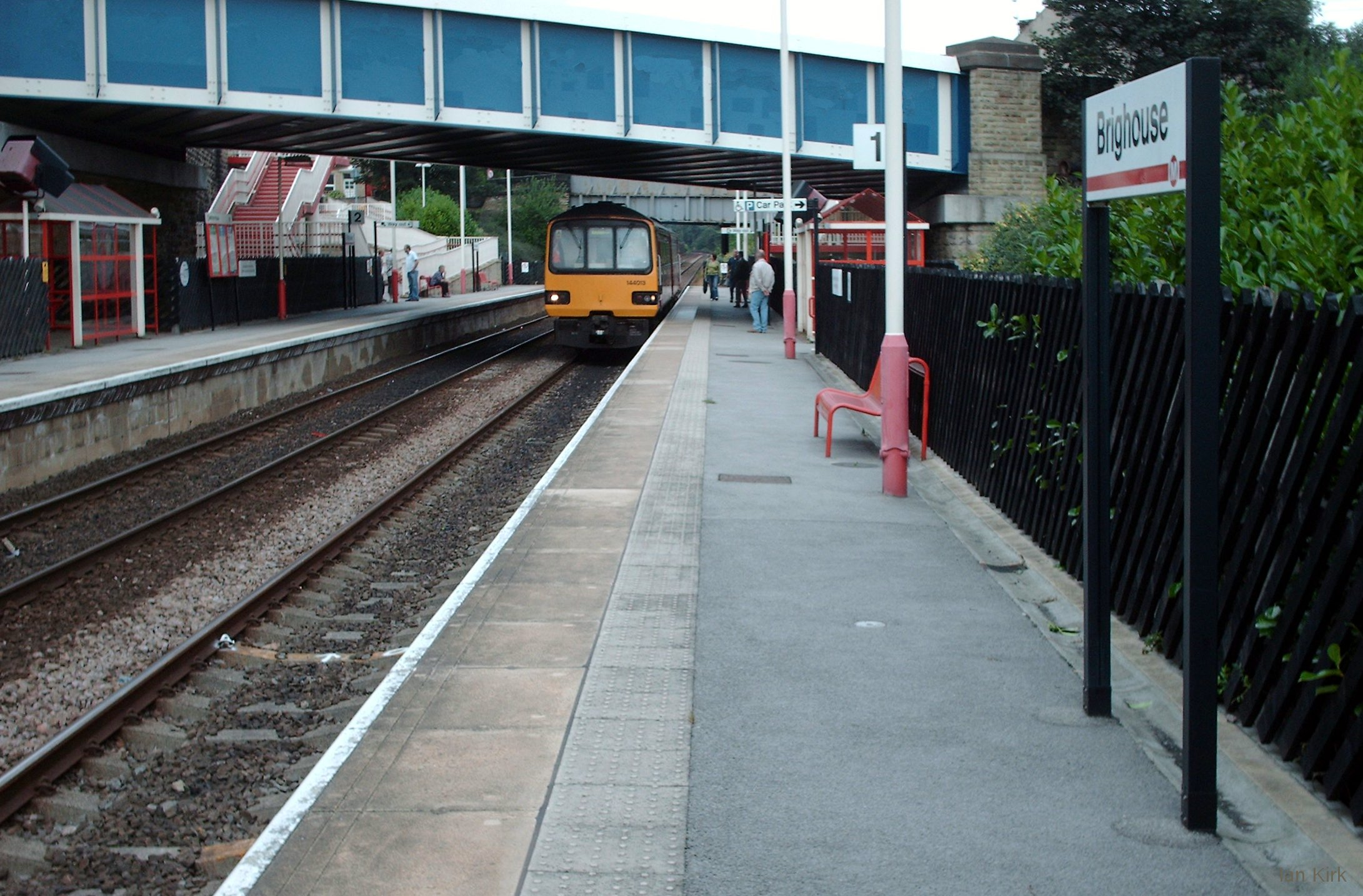
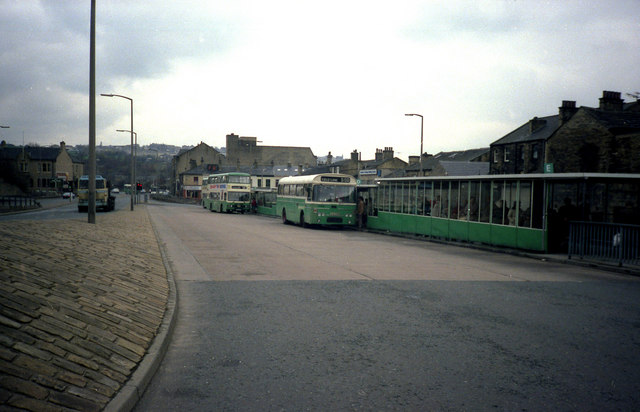
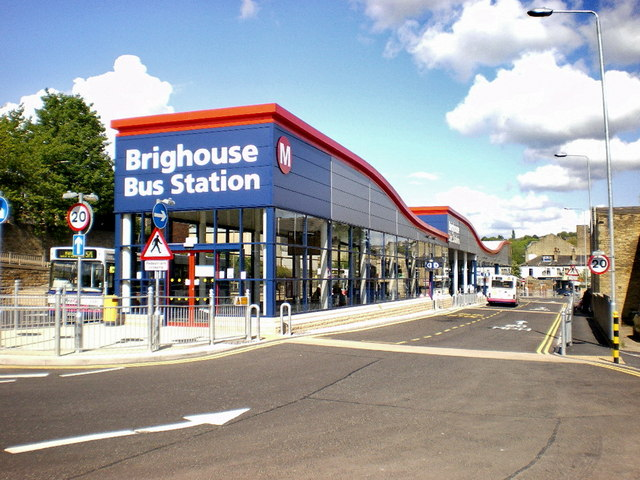
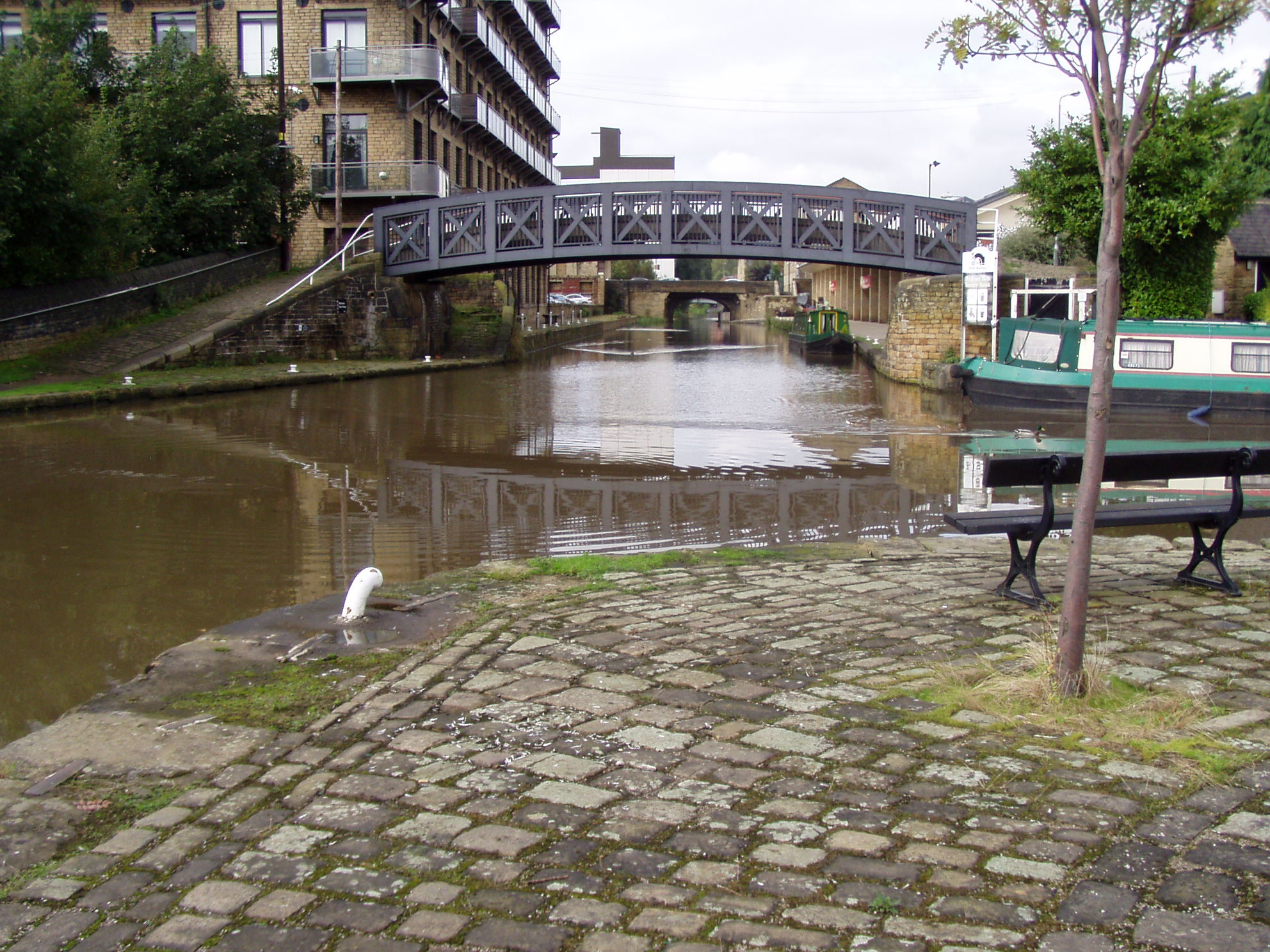
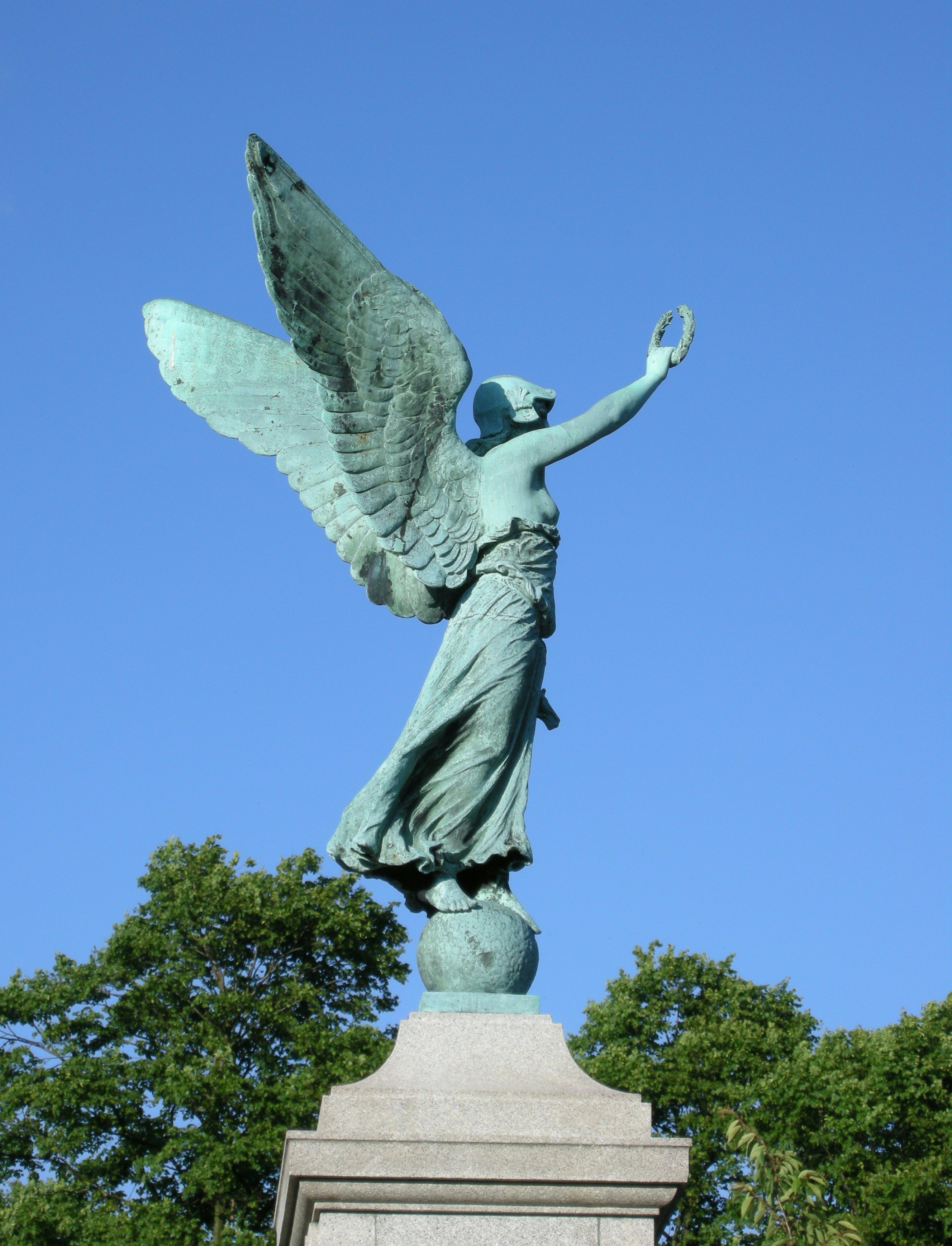
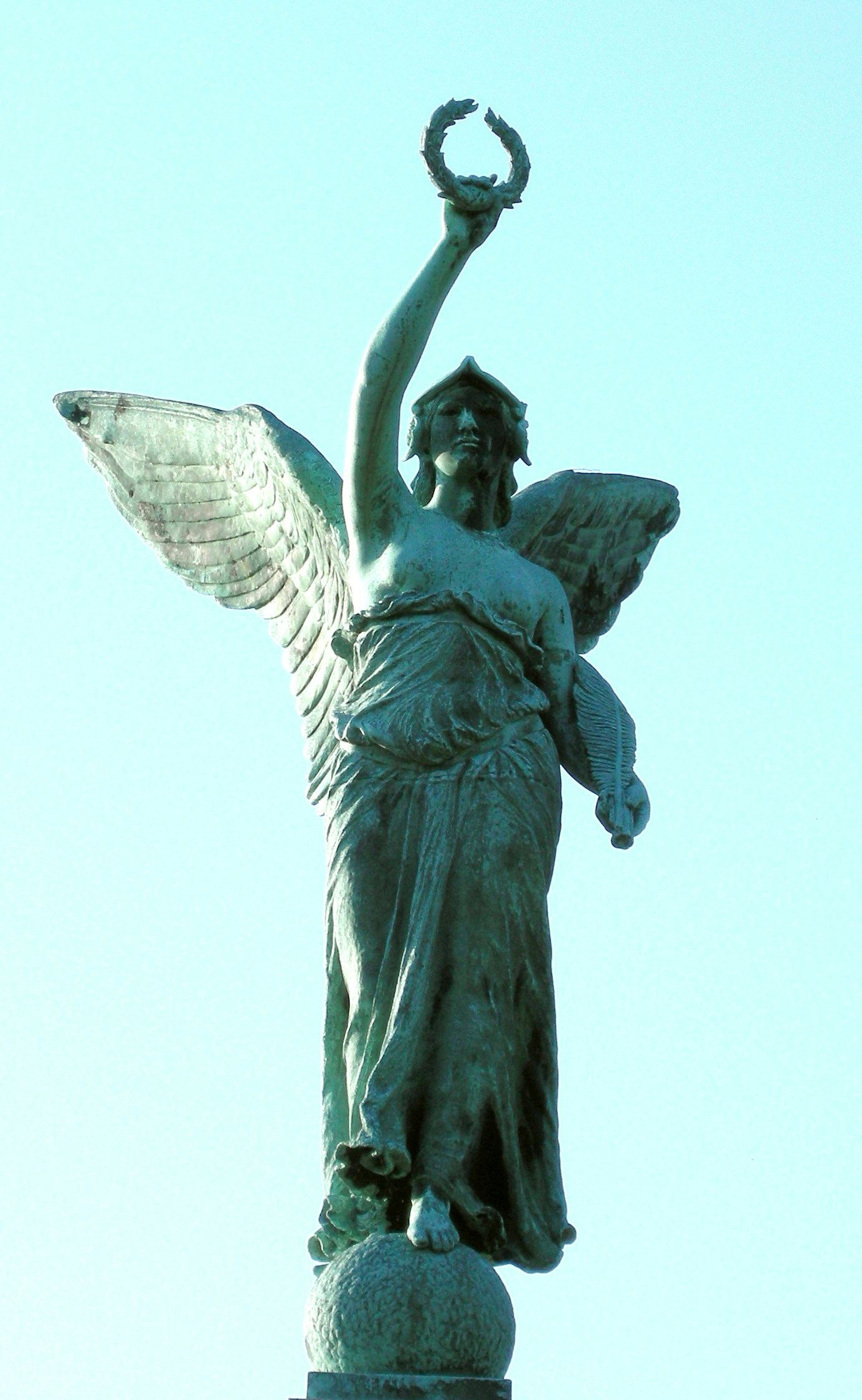
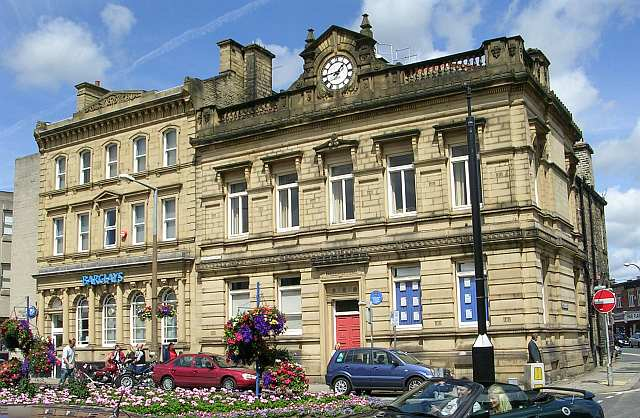
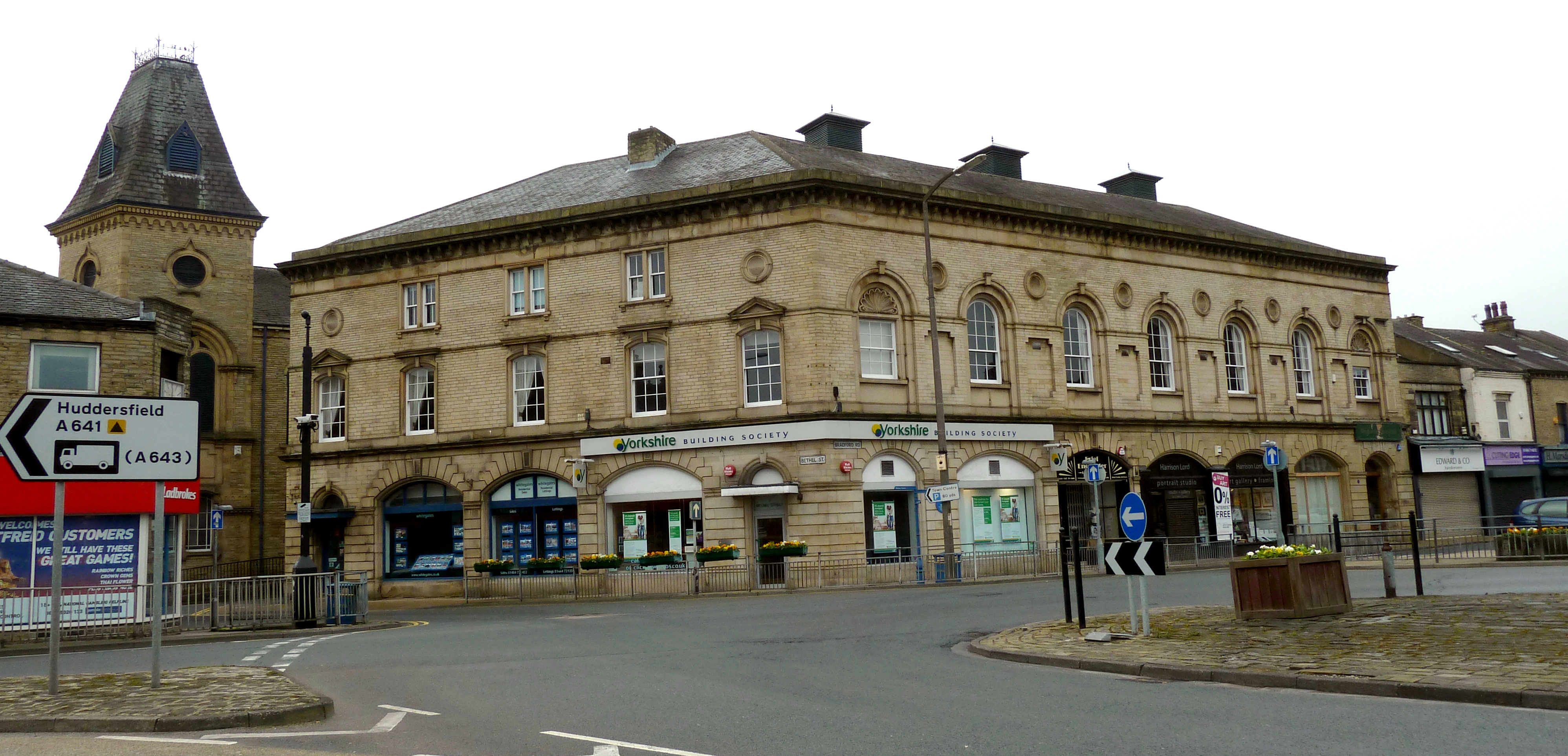

## خصوصیات
بریج‌هاوس ۳۲٬۳۶۰ نفر جمعیت دارد.